# Chang Zheng 2F

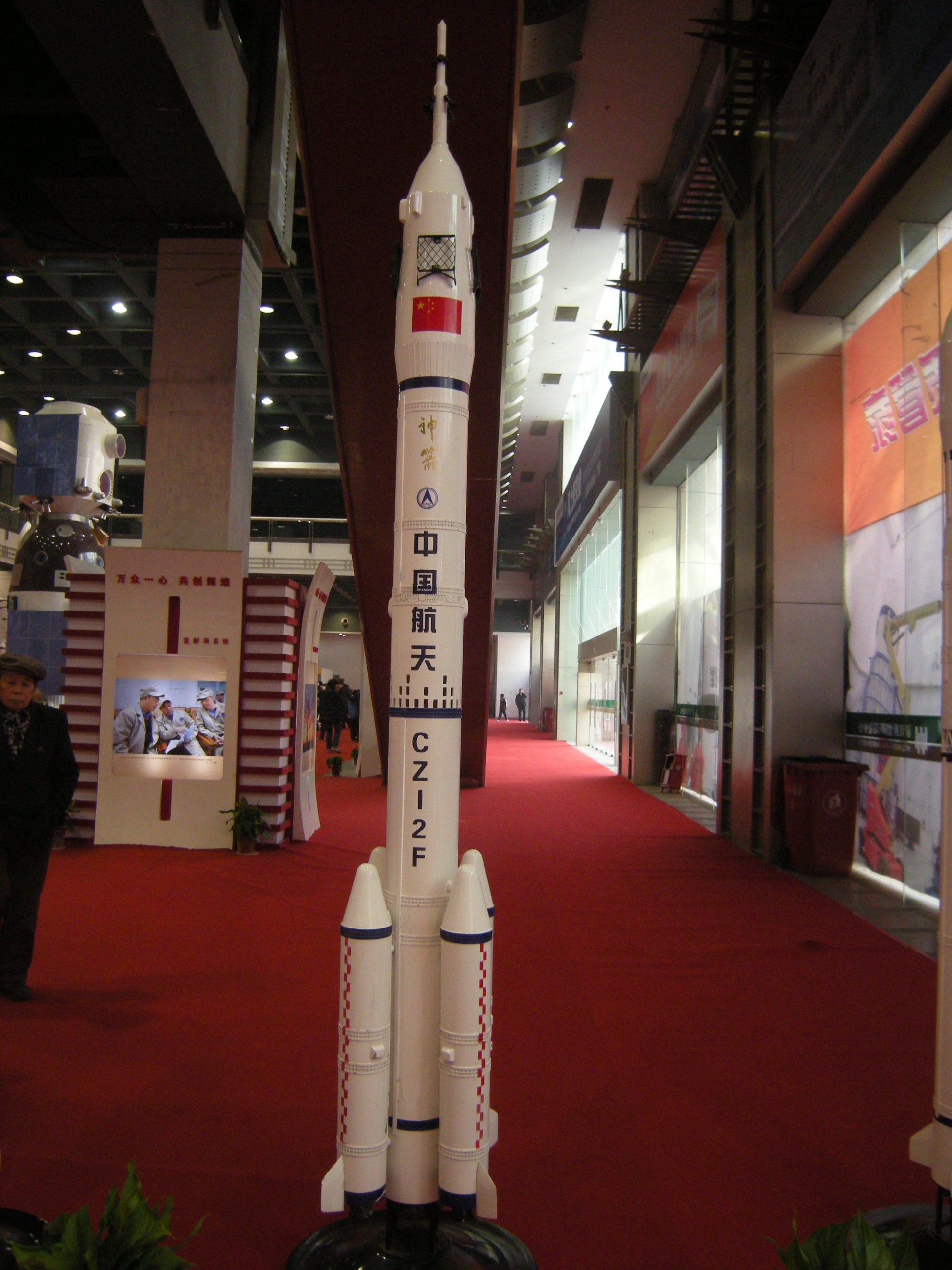
Modell av Chang Zheng 2F.

Chang Zheng 2F (长征二号F) eller CZ-2F eller Long March 2F eller Shenjian är en kinesisk bärraket som används i det kinesiska bemannade rymdprogrammet för att skjuta upp rymdkapseln  Shenzhou.  15 oktober 2003 användes Chang Zheng 2F för Kinas första bemannade rymdresa då Shenzhou 5 bemannad med Yang Liwei sköts upp i rymden under 21 timmar och 23 minuter.
Long March 2F är en vidareutveckling av Chang Zheng 2E för att kunna göra bemannade flygningar. Skillnaden mot Chang Zheng 2E är ökad redundans av flera system och förstärkning av övre steget för räddningskapseln och noskåpan. Long March 2F består av två förbränningssteg, fyra hjälpraketer (boosters) och en noskåpa.
19 november 1999 gjordes den första uppskjutningen med Chang Zheng 2F. Efter den lyckade uppskjutningen av Shenzhou 3 2002 gav president Jiang Zemin raketen namnet Shenjian (神箭) som betyder "gudomliga pilen". Under uppskjutningen 2003 av Shengzhou 5 uppstod mycket stora vibrationer som gjorde att Yang Liwei mådde dåligt. Chang Zheng 2F omkonstruerades därför inför uppskjutningen 2005 av Shenzhou 6, men delar av vibrationerna kvarstod. Fortsatta omkonstruktioner gjordes inför uppskjutningen 2008 av Shenzhou 7, och nu var vibrationerna mer än halverade. Totalt 7 uppskjutningar har genomförts med Chang Zheng 2F, och alla från Jiuquans satellituppskjutningscenter.
Namnet Chang Zheng kommer av Den långa marschen som Folkets befrielsearmé gjorde 1934 till 1935. 
En variant av Chang Zheng 2F, kallad Chang Zheng 2F/G, användes efter uppskjutningen av Shenzhou 7 för fortsatta uppskjutningar av Shenzhou-kapslar.

## Uppskjutningshistorik
| Nr | Datum (UTC) | Startplats                           | Nyttolast  | Omloppsbana | Utförande |
| -- | --- | ------------------------------------ | ---------- | ----------- | --------- |
| 1  | 19 november 1999, 22:30 | Jiuquans satellituppskjutningscenter | Shenzhou 1 | LEO         | Lyckad    |
| 1  | Första obemannade flygningen av Shengzhou.                                                                                             |                                      |            |             |           |
| 2  | 9 januari 2001, 17:00 | Jiuquans satellituppskjutningscenter | Shenzhou 2 | LEO         | Lyckad    |
| 2  | Andra obemannade flygningen av Shenzhou, med en apa, en hund och en kanin.                                                             |                                      |            |             |           |
| 3  | 25 mars 2002, 14:15 | Jiuquans satellituppskjutningscenter | Shenzhou 3 | LEO         | Lyckad    |
| 3  | Tredje obemannade flygningen av Shenzhou, med en mänsklig attrapp.                                                                     |                                      |            |             |           |
| 4  | 29 december 2002, 16:40 | Jiuquans satellituppskjutningscenter | Shenzhou 4 | LEO         | Lyckad    |
| 4  | Fjärde och sista obemannade flygningen av Shenzhou                                                                                     |                                      |            |             |           |
| 5  | 15 oktober 2003, 01:00 | Jiuquans satellituppskjutningscenter | Shenzhou 5 | LEO         | Lyckad    |
| 5  | Kinas första bemannade rymdflygning, med Yang Liwei.                                                                                   |                                      |            |             |           |
| 6  | 12 oktober 2005, 01:00 | Jiuquans satellituppskjutningscenter | Shenzhou 6 | LEO         | Lyckad    |
| 6  | Kinas andra bemannade rymdflygning, med Fei Junlong och Nie Haisheng.                                                                  |                                      |            |             |           |
| 7  | 25 september 2008, 13:10 | Jiuquans satellituppskjutningscenter | Shenzhou 7 | LEO         | Lyckad    |
| 7  | Kinas tredje bemannade rymdflygning, med Zhai Zhigang, Liu Buoming och Jing Haipen. Zhao Zhigang genomförde kinas första rymdpromenad. |                                      |            |             |           |